# Bodegas Marqués de Riscal

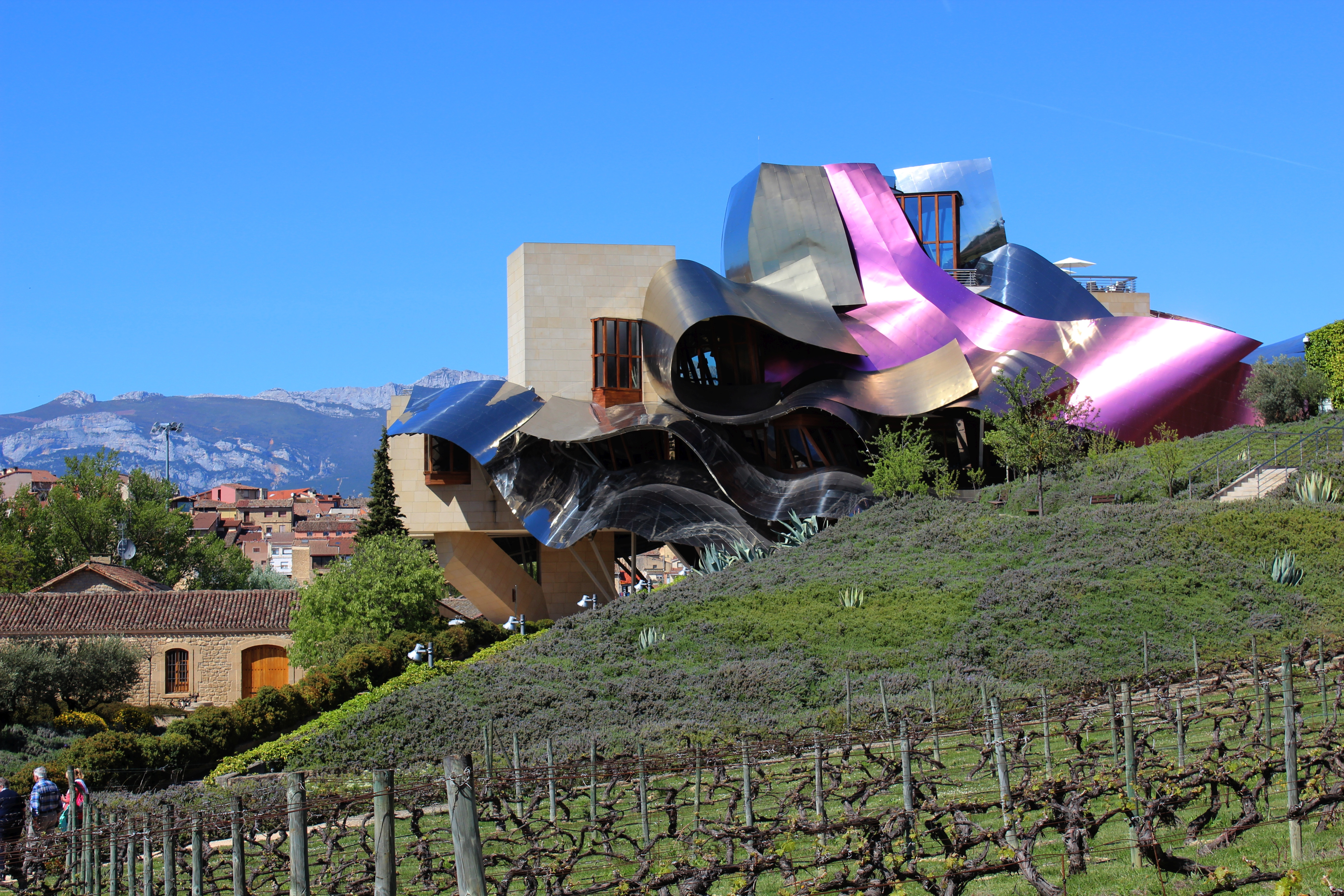
Ein Kellereigebäude (links) und das von Frank O. Gehry entworfene Hotel Marqués de Riscal. Dieses 2006 eingeweihte Gebäude wurde zu einer Ikone der Architektur der Moderne und zum Symbol von Marqués de Riscal

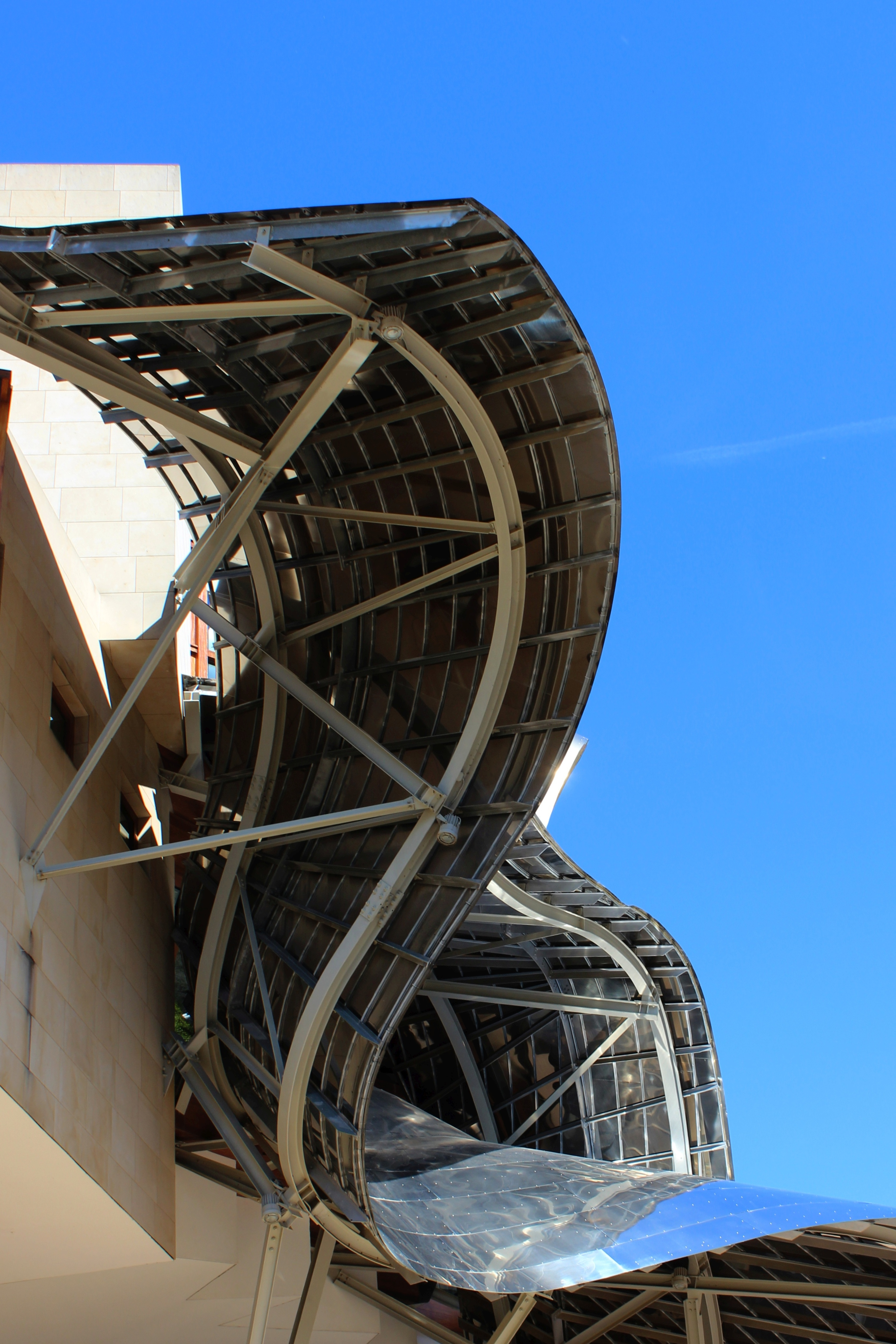
Detail der Dachkonstruktion des Hotelgebäudes

Marqués de Riscal (mit vollem Firmennamen Herederos del Marqués de Riscal S.A.) ist ein Weingut in Spanien in der Stadt Elciego, in der Rioja Alavesa, das seit 1858 besteht. Es ist heute zugleich der Name einer spanischen Unternehmensgruppe der Weinindustrie in der Rechtsform einer Aktiengesellschaft mit Sitz in Elciego. Marqués de Riscal ist das älteste Weingut in der baskischen Provinz Álava und war über hundert Jahre ausschließlich auf Rotweine spezialisiert. Ab 1972 werden auch Weißweine des Weinanbaugebiets Rueda der Provinz Valladolid vertrieben.
Im Jahr 2006 wurde von der Firma Marqués de Riscal die „Ciudad del Vino“ (Stadt des Weins) in Elciego gegründet, die Weingüter, Weinberge und einen Freizeitkomplex mit dem Hotel Marqués de Riscal umfasst. Das avantgardistische Hotelgebäude wurde von dem kanadisch-US-amerikanischen Architekten und Designer Frank O. Gehry entworfen und vom spanischen König Juan Carlos I. im Jahr 2006 eingeweiht. Es wird der architektonischen Stilrichtung Dekonstruktivismus zugeordnet. Dieses Gebäude aus Sandstein mit seinem außergewöhnlichen Dach aus Titan- und Edelstahlblech beherbergt ein Hotel sowie zwei Restaurants, das Bistro 1860 und das Marqués de Riscal, die im Jahr 2011 mit einem Michelin-Stern ausgezeichnet wurden.
Das Hotel wird von dem US-amerikanischen Hotelunternehmen Marriott International betrieben, gegenwärtig (im Jahr 2019) von dessen neuer Sparte Marriott Bonvoy.

## Zur Geschichte
Der Diplomat und Journalist Camilo Hurtado de Amézaga (1827–1888), der VI. Marqués de Riscal, der in Bordeaux lebte, wurde um 1852 von der Regionalregierung der baskischen Provinz Álava, der Diputación Foral de Álava, beauftragt, einen Winzer zu suchen, der mit den im Médoc angewandten Techniken zur Rotweinherstellung vertraut ist, um mit dessen Hilfe Weine in der spanischen Region Alava nach französischem Vorbild herzustellen. Mit dem Meister des Bodegueros der Kellereien des Château Lanessan, Jean Pineau, wurde dieser gefunden. Außerdem schickte Hurtado 9.000 Weinstöcke der edelsten in Frankreich angebauten Sorten Cabernet Sauvignon, Merlot, Malbec und Pinot noir in die Rioja Alavesa, um damit auf den riojanischen Weinlagen zu experimentieren, auf denen bisher nur die Rebsorten Tempranillo und Graciano angebaut wurden.
Im Jahr 1858 gründete Hurtado, der von seinem Vater einige Weingüter in Elciego geerbt hatte, die Weinkellerei Marqués de Riscal, stellte Pineau an und nutzte die in Frankreich angewandten Techniken. In der internationalen Ausstellung von Bordeaux von 1895 erhielt Marqués de Riscal als erstes nicht-französisches Weingut das Ehrendiplom.
Auf Marqués de Riscal gehen einige Neuerungen zurück, wie das Metallgeflecht, das die Flasche umschließt, um betrügerischen Etikettenschwindel zu erschweren und um der Flasche ein luxuriöses Image zu verleihen, oder die Verwendung von 225-Liter-Fässern oder Flaschen in horizontaler Lage.

## Weinberge

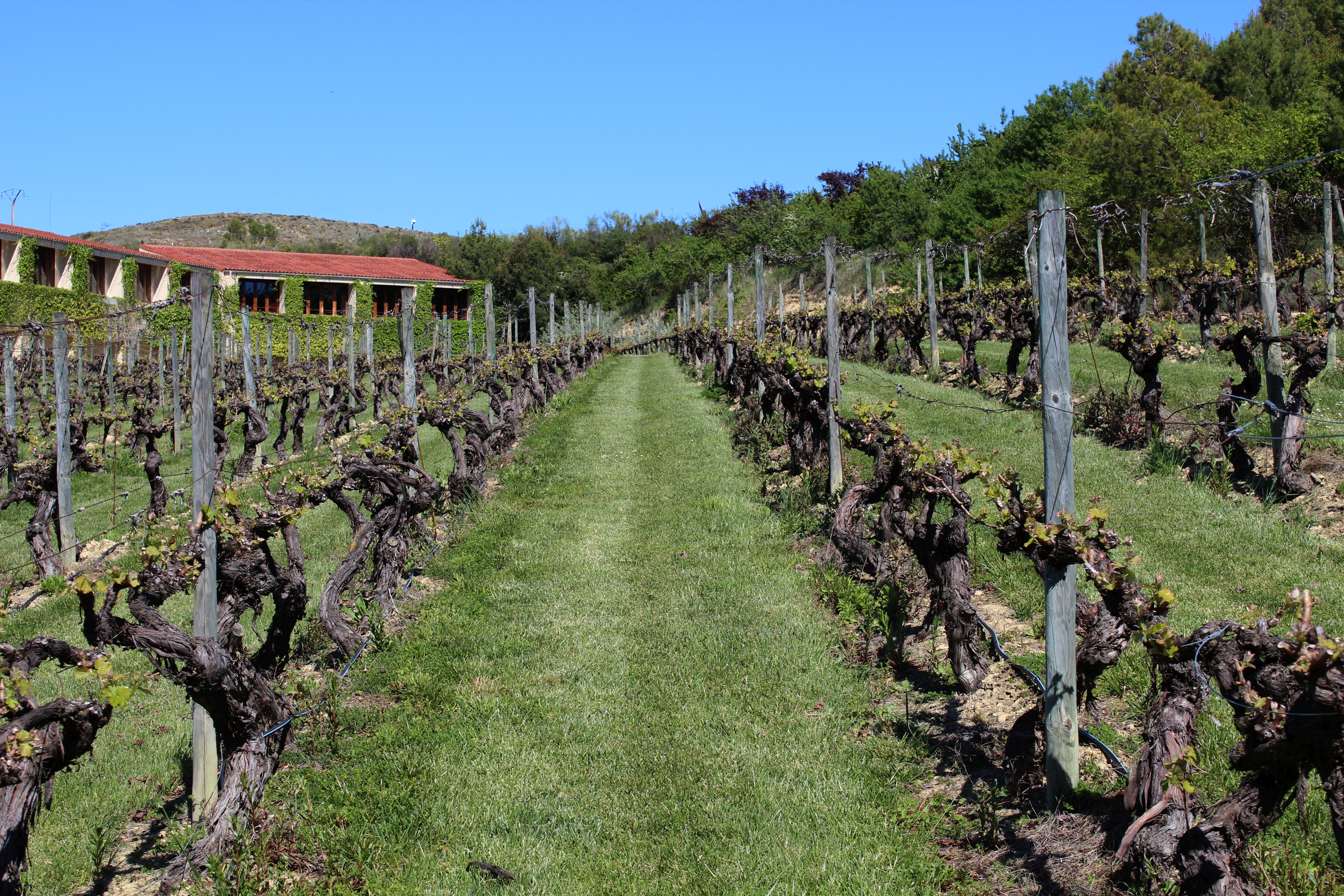
Alte Rebstöcke des Weinguts Ende April 2019

Die Weinproduktion des Unternehmens basiert auf weitflächigen Weinbergen in Hang- oder Flachlage, die sich im Eigentum des Unternehmens befinden und anderen, die gepachtet werden. Marqués de Riscal nutzt allein 1.500 Hektar Rebfläche in der Region Rioja in Elciego, in Leza, in Laguardia und in Villabuena de Álava, von denen es etwa 500 Hektar besitzt. Hinzu kommen weitere Anbauflächen in der näheren Umgebung.
Die nördlich in einer Entfernung von etwa 10 km gelegene Sierra de Toloño, eine kleine Gebirgskette der Sierra de Cantabria, schützt die Anbauflächen vor Gewittern. Knapp 2 km südlich fließt der Ebro, der über weite Strecken die Grenze der baskischen Provinz Álava und von Navarra einerseits und der autonomen Gemeinschaften La Rioja und Kastilien und León andererseits bildet. Bis zum Ebro-Tal erstreckt sich das Weinland des Weinguts. Die dortigen mineralhaltigen Kalk- und Lehmböden sind ideal für den Weinbau.
Die bevorzugten Rebsorten sind Tempranillo, Graciano und Mazuelo, die in typischen Rotweinen des Weinguts zu 90, 7 bzw. 3 Prozent enthalten sind.

## Sortiment

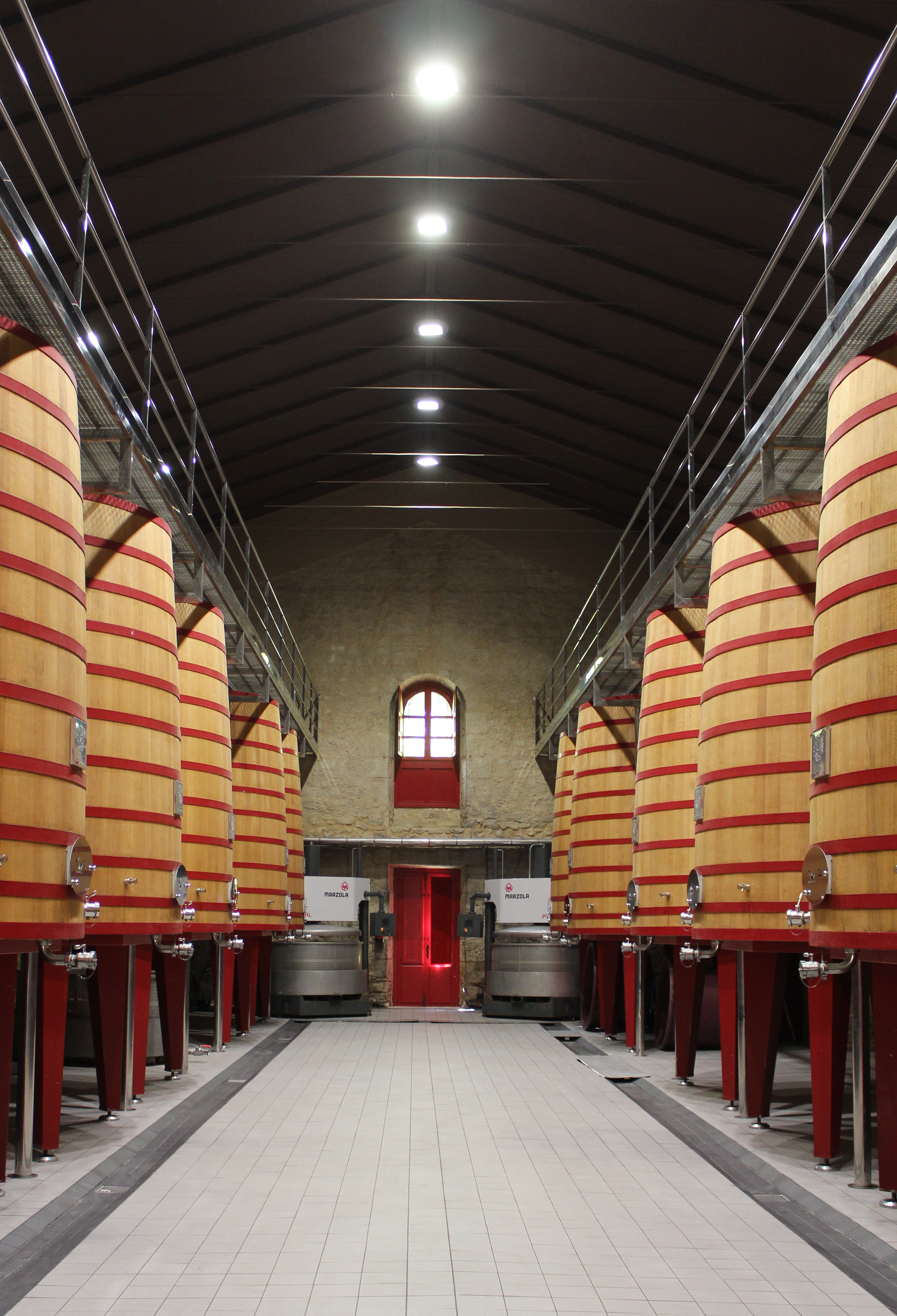
Holzbottiche aus Eiche, die traditionellen Gärbehälter der Rotweinherstellung

Die Weine werden in traditionellen Gärbehältern, Holzbottichen aus Eiche, vergoren
und reifen in Barriques, in der Regel in Barriquefässern im Bordelaiser Schiffsmaß mit einem Volumen von 225 Litern. Die Fässer für die edleren Weine werden aus französischer Eiche hergestellt und bis zu fünf Jahren verwendet. Es werden auch Fässer mit amerikanischer Eiche genutzt, diese bis zu zehn Jahren.

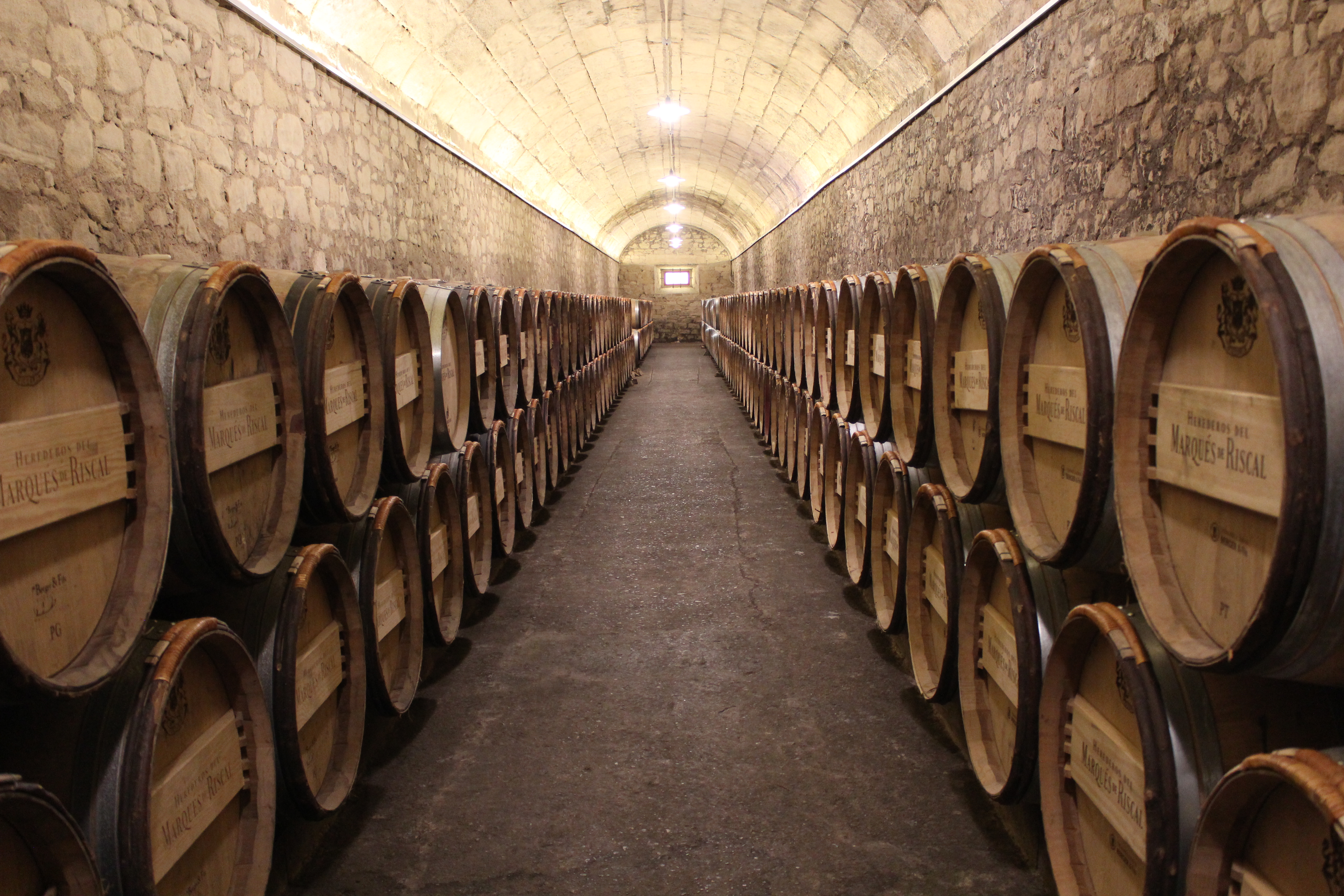
Innenraum eines Kellers mit Eichenfässern

Die Marke bringt rund 7.000.000 Flaschen Rot- und Weißwein sowie 200.000 Flaschen Sekt Laurent Perrier auf den Markt und exportiert 60 % der Produktion in über 100 Länder.

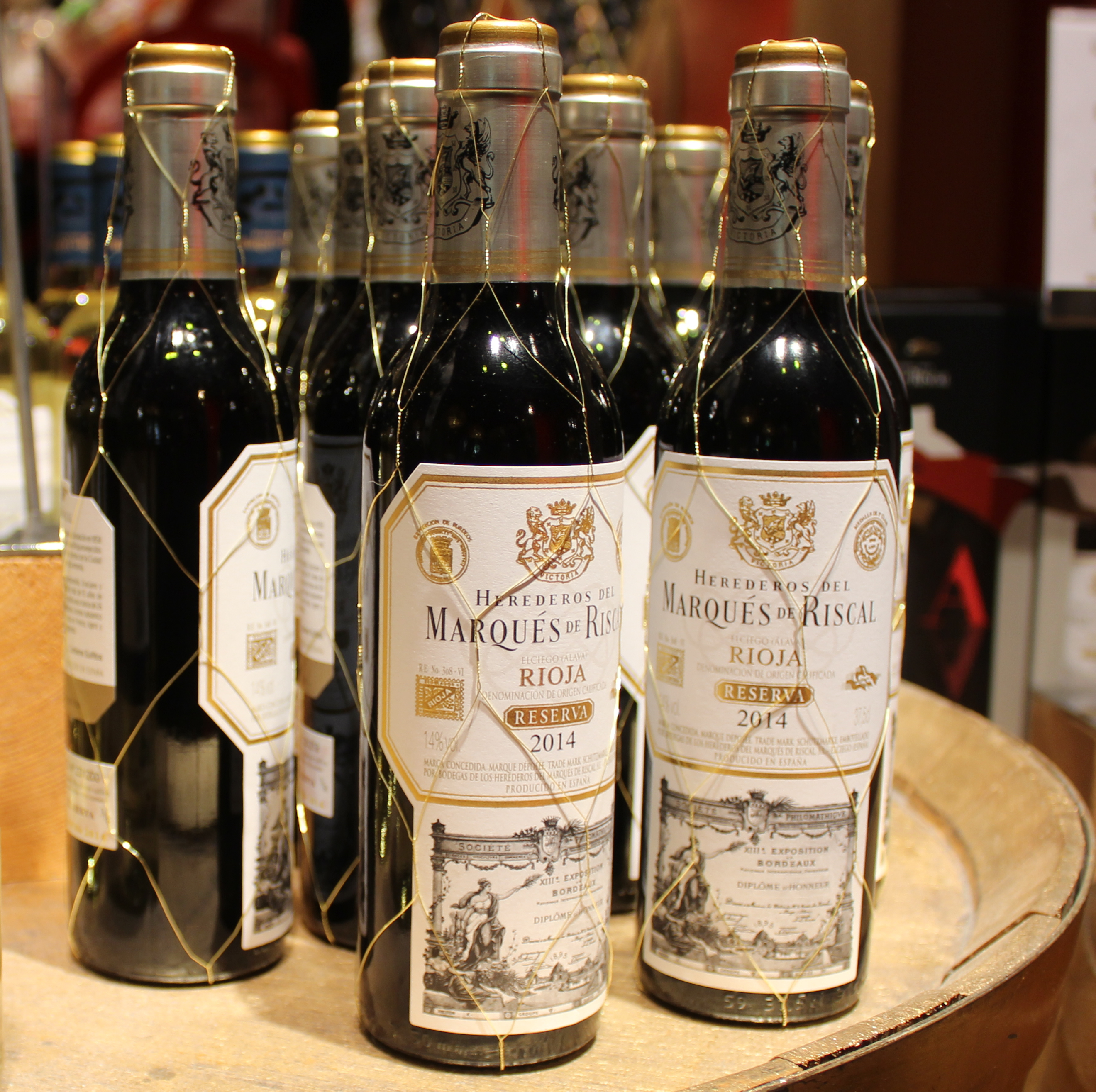
Der Klassiker des Weinguts, der Marqués de Riscal Reserva 2014, einer der bekanntesten spanischen Rotweine

Unter der Herkunftsbezeichnung D.O. Ca Rioja verkauft Marqués de Riscal Rotweine der Marken Frank Gehry Selection 2012, Barón de Chirel, Finca Torrea, Marqués de Riscal 150 Aniversario, Marqués de Riscal Gran Reserva , Marqués de Riscal Reserva, Arienzo und Marqués de Riscal Rosé Wine.
Der Weißwein der Herkunftsbezeichnung D.O. Rueda umfasst die Marken Marqués de Riscal Limousin, Finca Montico, Marqués de Riscal Sauvignon Blanc Organic, Marqués de Riscal Rueda und Marqués de Riscal Organic.
Außerdem werden drei Weine aus Kastilien und León mit der Herkunftsbezeichnung V.T. Castilla y Leon Marqués de Riscal Viñas Viejas, ein Roséwein, Barón de Chirel Verdejo Viñas Centenarias, ein Weißwein, und Riscal Tempranillo, ein Rotwein, vertrieben.
Aus dem Weingut Marqués de Riscal stammen mitunter die besten Rotweine der Rioja-Region. Sie wurden vielfach ausgezeichnet. Im Jahr 2018 auf der Veranstaltung ProWein in Düsseldorf wurde der General Manager of Sales at Vinos José Luis Muguiro Aznar von Herederos Marquès de Riscal als Weinunternehmer des Jahres ausgezeichnet. Dort wurde festgestellt, dass Marqués de Riscal unter seinem Management zu einem der wichtigsten Weinerzeuger Spaniens aufgestiegen sei. Marqués de Riscal ist auch Hoflieferant für das spanische Königshaus.

## Historischer Weinkeller
Im historischen Weinkeller des Weinguts lagern in Flaschen abgefüllte Weine aller Jahrgänge, vom Jahrgang 1862 an. Wird eine alte Flasche geöffnet, wird nicht der Korken gezogen, sondern der Flaschenhals mit einer Art Zange, die erhitzt wird, kragenformig selbst erhitzt und dann mit Wasser abgekühlt. So entsteht eine Bruchstelle meist ohne Glassplitter. Legendär sind zwei für Frank O. Gehry geöffnete Flaschen seines Geburtsjahrgangs 1929, deren Inhalt dazu beigetragen haben soll, dass Gehry das Projekt Hotel übernommen hat. Marqués de Riscal veranstaltete im Jahr 2011 eine historische Weinauktion in Peking (China) von 100 Jahrgängen von 1862 bis 2005. Bei solchen Weinauktionen, insbesondere in Asien, werden Millionenumsätze gemacht.